# Giorgio Massari
Giorgio Massari (13. říjen 1687 v Benátkách – 20. prosinec 1766 tamtéž) byl pozdně barokní benátský architekt působící též v Lombardii, Istrii a Furlansku.

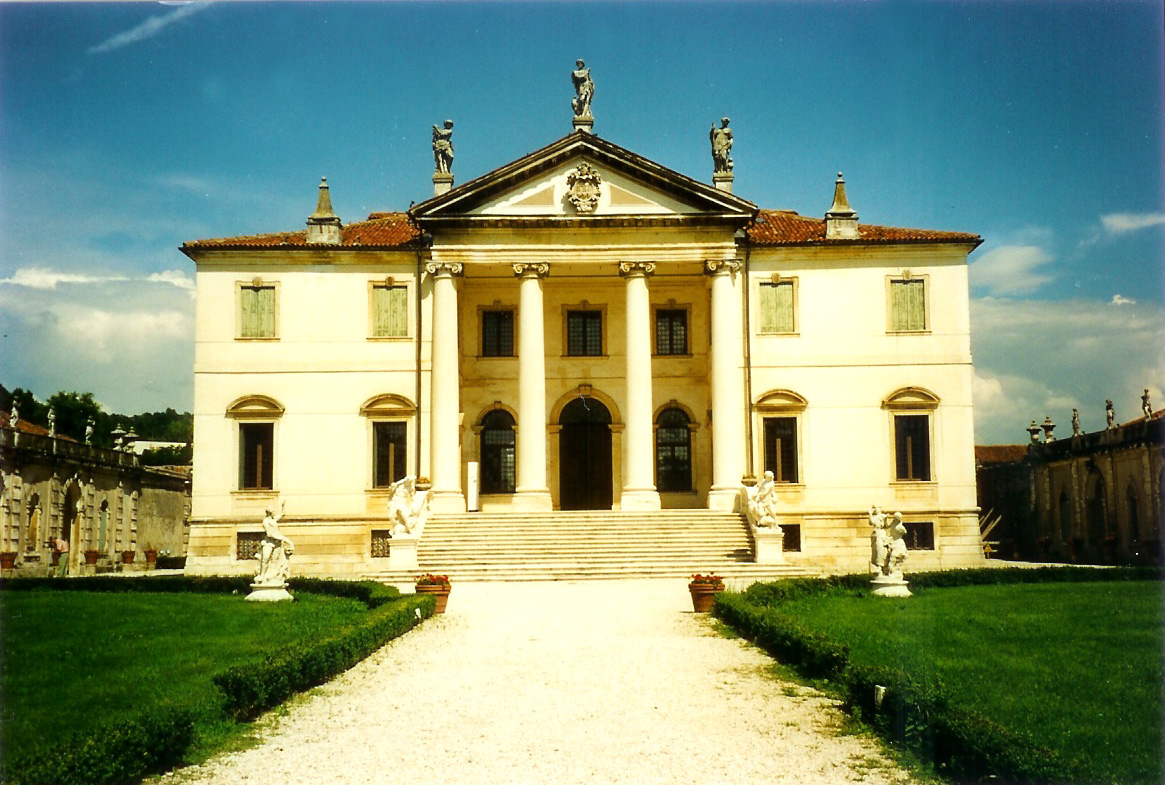
Villa Cordellina Lombardi

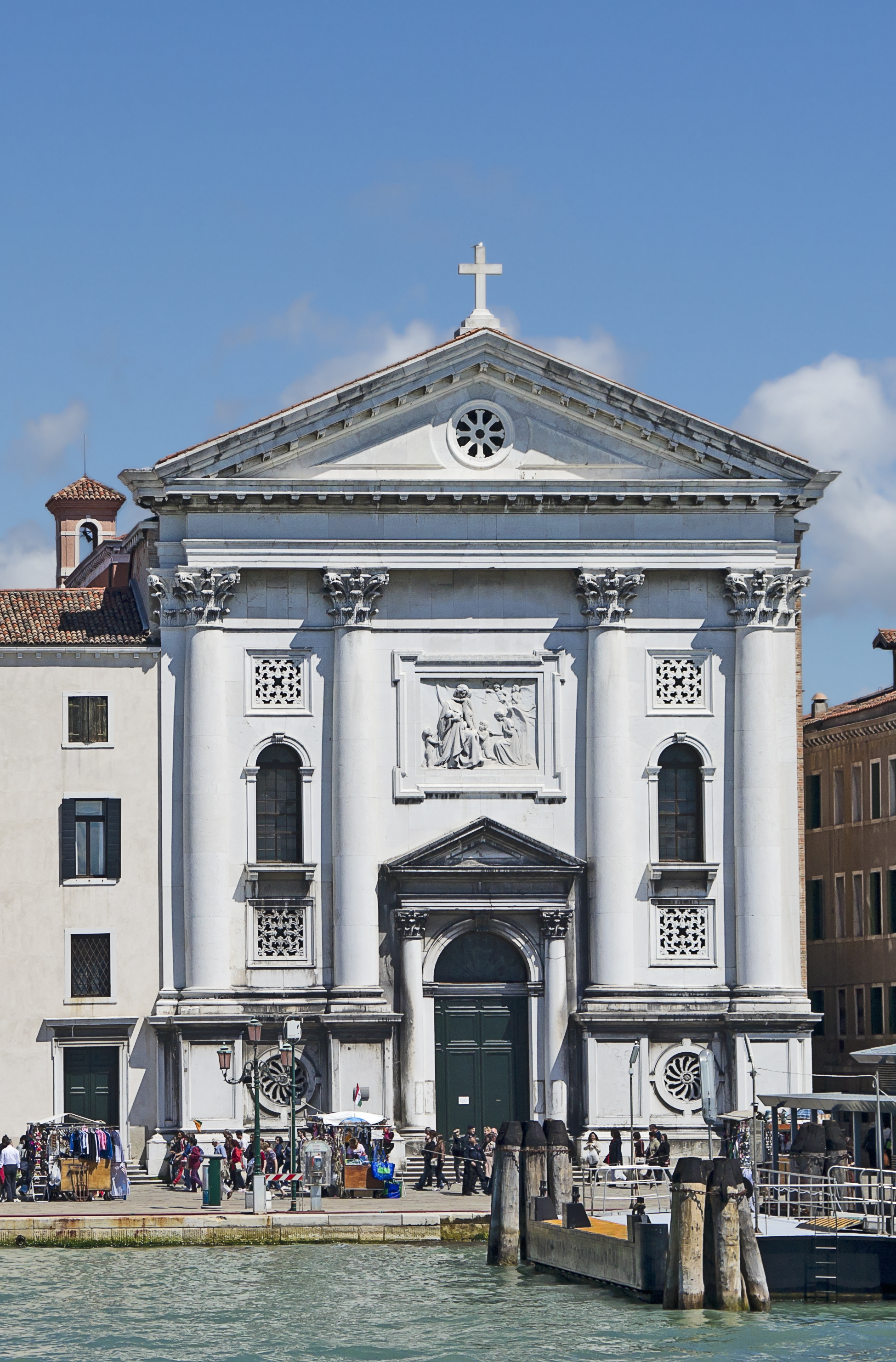
Chiesa della Pietà

## Život
O jeho životě se toho příliš neví. Jeho otec pocházel pravděpodobně z Trevisa, kde působil jako řemeslník a Giorgio se u něj snad původně vyučoval. Není tedy zřejmé, kdo ho nakonec přivedl k architektuře, je však pravděpodobně, že jeho učitelem byl Andrea Tirali. Jedno z jeho prvních děl byla vila v Barconu, kterou vystavěl pro hrabata Poly mezi lety 1718 - 1721. Jeho kariéra pak nabrala raketový vzestup a vystavěl či přestavěl řadu významných budov, například kostel Santa Maria della Pietà v Benátkách či chrám Svatého Ducha v Udine. Ke konci jeho života se v jeho dílech začínaly objevovat prvky klasicismu.